# Lateolabrax
Lateolabrax ist eine Gattung barschverwandter Fische, die im Meer um Japan, an den Küsten Südkoreas und im Ost- und Südchinesischen Meer vorkommt.

## Merkmale
Die beiden Arten der Gattung können eine Maximallänge von etwa einem Meter erreichen, bleiben meist aber viel kleiner. Das Maximalgewicht liegt bei 8,7 bis 9,1 kg. Ihre Rückenflosse hat 12 bis 15 Flossenstacheln und 12 bis 14 Weichstrahlen, die Afterflosse drei Flossenstacheln und sieben bis neun Weichstrahlen.
Flossenformel: Dorsale XII–XV/12–14, Anale III/7–9.

## Lebensweise
Die Fische leben in stark bewegtem Wasser an den Küsten, Jungfische dringen auch in Flüsse ein, kehren zum Laichen aber immer ins Meer zurück. Jungfische ernähren sich von Zooplankton, ältere Fische von Garnelen und kleineren Fischen. Wie viele Barschverwandte sind sie sogenannte protogyne Zwitter, nach Erreichen der Geschlechtsreife sind sie zunächst weiblich und wandeln ihr Geschlecht im Alter von zwei Jahren ins männliche um. Sie laichen während des Winters in tieferen Zonen von Felsriffen oder geschützten Buchten.

## Äußere Systematik
Die nächsten Verwandten von Lateolabrax sind möglicherweise die Wrackbarsche (Polyprionidae).

## Arten
Es gibt drei Arten:
- Lateolabrax japonicus (Cuvier, 1828)
- Lateolabrax latus Katayama, 1957
- Lateolabrax maculatus (McClelland, 1844)

## Nutzung
Lateolabrax-Arten werden als Speisefisch genutzt und sind von Bedeutung in der traditionellen chinesischen Medizin.